# M.I.A.
M.I.A. je, u engleskom jeziku, i uobičajena skraćenica za „missing in action“, vojnike nestale tokom borbenih dejstava.
Matangi „Maja“ Arulpragasam (engl. Mathangi "Maya" Arulpragasam); 18. jul 1975) poznatija pod svojim scenskim imenom M.I.A., je britanska tekstospisateljica, muzička producentkinja, pevačica, vizuelna umetnica, dizajnerka, fotograf i aktivistkinja. Poreklom je Tamilka sa Šri Lanke. Njenu muziku čini spoj različitih žanrova za koje je pokazala interesovanje, sa rečima pesama koje sadrže politiku, socijal realizam i humor.

## Karijera
Iako je rođena u Londonu, M.I.A. je detinjstvo provela na Šri Lanki i u Indiji. Otac joj je bio Arul Pragasam, istaknuti član Tamilskih tigrova.
Završila je umetničku školu Central Sent Martin.
1999. godine upoznala je Džastin Frišman, pevačicu benda Elastika i bivšu članicu Svejda, preko koje je i ušla u muzičke vode i koja je imala veliki uticaj na nju na početku karijere. Njih dve su jedno vreme bile cimerke, a Džastin je pomogla u pisanju nekih pesama koje su kasnije uvrštene na debitantski album, dok je M.I.A. dizajnirala omot za drugi album Elastike i režirala spot za pesmu Mad Dog God Dam sa tog albuma. Zanimanje za pravljenje muzike se kod M.I.A. javilo dok je bila angažovana da snima  Elastikinu turneju na kojoj su promovisali novi album. M.I.A. je počela da eksperimentiše sa Rolandovim mc-505 gruvboksom, koji je pripadao Frišmanovoj, dok je bila na odmoru na Karibima. Na nagovor Frišmanove i uz njenu pomoć, M.I.A. je te eksperimente počela da pretvara u pesme.
Veću pažnju privukla je 2004. godine tako što je singlove Galang i Sunshowers promovisala preko interneta, gde ih je i učinila dostupnim, a to je dovelo do potpisivanja ugovora  sa XL rekordingsom u Ujedinjenom Kraljevstvu i Interskoupom rekordsom u SAD za snimanje albuma. Negde u to vreme upoznala je i počela saradnju sa američkim didžejem Diplom, koji je takođe imao uticaja na zvuk prvog albuma. Dok je čekala da se reše autorska prava da bi izdala album, M.I.A. je sa zajedno sa Diplom izdala mikstejp Piracy Funds Terrorism.
Objavljen početkom 2005. godine, njen debi album Arular, dobio je odlične ocene od kritike i bio je nominovan za Merkjuri nagradu. Album je dobio ime po pseudonimu njenog oca, koji je koristio od kako se pridružio Tamilskim tigrovima.
Njen drugi album Kala, koji je dobio ime po njenoj majci, izdat je 2007. godine. Njen singl Paper Planes bio je posebno komercijalno uspešan tokom 2008. godine i dospeo na 4. mesto američke top liste singlova.
Maja, kako je prijatelji zovu, bio je i naziv trećeg albuma. Ovaj album objavljen 2010. godine, dostigao je tek petinu prodanih primeraka u odnosu na Kalu. Kritika je ovaj album ocenila slabije od prethodnih.
2012. godine M.I.A. je tužena od strane NFL, jer je u direktnom prenosu na Madoninom nastupu na poluvremenu Superboula, prilikom izvođenja zajedničke pesme, pokazala publici srednji prst.
Video za pesmu Bad Girls, koji je režirao Roman Gavras, osvojio je 2012. godine dve MTV video muzičke nagrade, za najbolju režiju i najbolji kinematografiju.
Sledeći album Matangi, objavljen je 2013. godine, a njegov izlazak je odlagan zbog neslaganja sa izdavačkom kućom, jer je po njima album bio previše pozitivan. Matangi je inače ime koje je M.I.A. dobila na rođenju.
2015. godine kao najava novog albuma, radnog naziva Matahdatah, objavljen je singl Borders. Video za singl, koji je M.I.A. režirala, izazvao je reakciju fudbalskog kluba Pariz Sen Žermen, koji se žalio jer M.I.A. u spotu nosi njihovu majicu, gde umesto slogana sponzora Flaj Emirejts (engl. Fly Emirates), stoji Flaj Pajrets (engl. Fly Pirates). M.I.A. je kritikovala MTV, kada nije uvrstio navedeni spot u uži izbor za dodelu nagrada.
U septembru iste godine objavljen je njen peti solo album AIM, koji je naišao na mešovit prijem. Ovaj album je najavljen kao njen poslednji, u formi u kojoj je do sad objavljivala albume.
2017. godine M.I.A. je bila urednik Meltdaun festivala.
2018. godine objavljen je dokumentarac o njoj pod nazivom Matangi/Maja/MIA, koji se fokusirao na uspon njene muzičke karijere i politički aktivizam.

## Privatni život
Sredinom dvehiljaditih M.I.A. i američki didžej Diplo su bili u vezi.
2009. godine rodila je sina Ikhida, koga je dobila iz veze sa Benom Bronfmanom.

## Diskografija
- Arular (2005)
- Kala (2007)
- Maja (2010)
- Matangi (2013)
- AIM (2016)

## Spoljašnje veze
- Zvanični sajt Архивирано на веб-сајту  (25. фебруар 2011)
- — MySpace stranica
- na sajtu  (jezik: engleski)